# 阿方索·洛佩斯·普马雷霍
阿方索·洛佩斯·普马雷霍（1886年—1959年11月20日），哥伦比亚政治人物，哥伦比亚自由党人，曾兩度擔任哥伦比亚总统。
洛佩斯出生于托利馬省翁達，他的父亲佩德罗·阿基利诺·洛佩斯是一位商人。他就读于倫敦政治經濟學院，1946年卸任後擔任哥伦比亚驻联合国代表团团长。其子阿方索·洛佩斯·米切尔森亦為哥倫比亞總統。